# Cancellaria elegans (Deshayes, 1824)
Espèce
Cancellaria elegans (Deshayes, 1824), la cancellaire élégante, est une espèce éteinte de mollusques gastéropodes de la famille des Cancellariidae. Elle a été trouvée dans des terrains datant de l'Éocène (Lutécien) à Grignon en région parisienne, en France.
Note : cette espèce admet un homonyme, Cancellaria elegans G. B. Sowerby I, 1822, un synonyme de Merica elegans, qui est une espèce actuelle marine trouvée aux Philippines, en Indonésie, dans l'ouest de la Thaïlande et aussi au large de l'Australie (Queensland).